# Vigna canescens
Vigna canescens är en ärtväxtart som beskrevs av Cyril Tenison White. Vigna canescens ingår i släktet vignabönor, och familjen ärtväxter. Inga underarter finns listade i Catalogue of Life.